# Raimonds Vējonis
Raimonds Vējonis (15. června 1966 Nikonovo, Pskovská oblast) je bývalý lotyšský prezident a bývalý ministr životního prostředí a obrany Lotyšska.

## Životopis
Vējonis pochází z lotyšsko-ruské rodiny - otec byl Lotyš a matka Ruska. Vyrůstal v lotyšské obci Sarkaņi poblíž města Madona. Vystudoval biologii na Lotyšské univerzitě, roku 1995 získal magisterský titul. Během studií působil jako učitel biologie v Madoně. Zde byl také od roku 1990 do roku 1993 a působil v městském zastupitelstvu jako člen Strany zelených. V roce 2002 se stal ministrem pro ochranu životního prostředí a regionálního rozvoje. Od jeho vzniku 16. ledna 2003 řídil samostatné ministerstvo životního prostředí. Roku 2004 kandidoval do evropského parlamentu, ale jeho Strana zelených ve volbách neuspěla. Jako ministr životního prostředí působil do roku 2011. 22. ledna 2014 převzal ministerstvo obrany Lotyšska; to řídil do 7. července 2015, kdy byl zvolen prezidentem Lotyšska; do úřadu nastoupil o den později.
V lednu 2016 prodělal nelehkou operaci. 18. ledna byl hospitalizován, o den později byl převezen na kardiologickou kliniku. Podle vyjádření lékařů prodělal septickou infekci. Při operaci mu byla vložena do srdce nová chlopeň.
Roku 1986 se vzal s Ivetou Vējone a dnes s ní má dva syny.

## Vyznamenání
- velkokříž Řádu nizozemského lva – Nizozemsko, 11. června 2018
- velkokříž s řetězem Řádu zásluh o Italskou republiku – Itálie, 26. června 2018[1]
- velkokříž s řetězem Řádu islandského sokola – Island, 16. listopadu 2018
- Řád knížete Jaroslava Moudrého I. třídy – Ukrajina, 22. listopadu 2018[2]
- Řád za mimořádné zásluhy – Slovinsko, 11. ledna 2019 – za přínos k posílení přátelských vztahů mezi Slovinskem a Lotyšskem a za všestrannou spolupráci a integraci obou zemí pro společnou a bezpečnou evropskou budoucnost[3]
- Řád kříže země Panny Marie I. třídy s řetězem – Estonsko, 2. dubna 2019[4]
- velkokříž speciální třídy Záslužného řádu Spolkové republiky Německo – Německo, 22. února 2019